# Diócesis de Dali
La diócesis de Dali o de Tali (en latín: Dioecesis Taliana y en chino: 天主教大理教区) es una circunscripción eclesiástica de la Iglesia católica en China. Se trata de una diócesis latina, sufragánea de la arquidiócesis de Kunming. Desde el 1983 es sede vacante, aunque es administrada por el arzobispo Giuseppe Ma Yinglin.

## Territorio y organización
La diócesis extiende su jurisdicción sobre los fieles católicos de rito latino residentes en la parte occidental de la provincia de Yunnan.
La sede de la diócesis se encuentra en la ciudad de Dali, en donde se halla la Catedral del Sagrado Corazón de Jesús.
En 1968 en la diócesis existían 15 parroquias.

## Historia
La misión sui iuris de Dalí (Tali o Taly-fou) se erigió con el breve Munus apostolicum del papa Pío XI el 22 de noviembre de 1929, obteniendo el territorio del vicariato apostólico de Yunnan-fou (hoy arquidiócesis de Kunming); el primer superior eclesiástico fue Pierre Erdozaincy-Etchart de la Congregación de los Sacerdotes del Sagrado Corazón de Jesús de Betharram, a quien se le confió la obra de evangelización de la nueva misión. Etchart fue sucedido el 14 de noviembre de 1931 por el sacerdote Jean-Baptiste Magenties.
Con la bula Quae ad maius del 10 de diciembre de 1934, el papa Pío XI elevó la misión sui iuris de Dalí a prefectura apostólica. El 18 de diciembre de 1935 Magenties fue nombrado prefecto apostólico, sin carácter episcopal, pero con plenos poderes ordinarios.
El 9 de diciembre de 1948, con la bula Inceptum a Nobis, el papa Pío XII elevó la prefectura apostólica a diócesis y nombró primer obispo a Lucien Bernard Lacoste, que fue ordenado en la catedral de Kunming el 29 de mayo de 1949.
El 20 de diciembre de 1949 el Partido Comunista de China capturó Dali, se impuso en la guerra civil y proclamó la República Popular China el 1 de octubre de 1949. El 4 de septiembre de 1951 China comunista expulsó al nuncio apostólico Antonio Riberi y la Santa Sede continuó reconociendo a la República de China en Taiwán como el legítimo gobierno chino. Todos los misioneros extranjeros fueron expulsados de China comunista en 1952, entre ellos el presbítero Lucien Bernard Lacoste en julio de 1952, después de 137 días de prisión. Tras su partida, la diócesis quedó confiada al cuidado de dos sacerdotes chinos, ambos fallecidos en los años 1980. El último sacerdote chino de la diócesis y administrador de la misma, Peter Liu Hanchen, falleció el 24 de enero de 1990.
La Asociación Patriótica Católica China fue creada con el apoyo de la Oficina de Asuntos Religiosos de la República Popular de China en 1957, con el objetivo de controlar las actividades de los católicos en China. Su nombre público es Iglesia católica china y es referida como la "Iglesia oficial" en contraposición a la "Iglesia subterránea" o "Iglesia clandestina" leal a la Santa Sede.
En el período de 1966 a 1976 la Revolución Cultural se ensañó especialmente contra la religión, destruyéndose numerosas iglesias y cesaron todas las actividades religiosas en la diócesis. La diócesis reasumió sus actividades en la década de 1980. 
La diócesis está confiada al cuidado de la arquidiócesis de Kunming. En 2009 había un solo sacerdote a cargo de todo el territorio.
El 26 de marzo de 2012, en la catedral de Dalí, fueron ordenados sacerdotes tres seminaristas originarios de la diócesis, junto con otros tres de diócesis vecinas. Se trató de las primeras ordenaciones sacerdotales realizadas en la diócesis y también por primera vez la diócesis puede contar con sacerdotes nativos.
El 22 de septiembre de 2018 se firmó en Pekín el Acuerdo provisional entre la Santa Sede y la República Popular de China sobre el nombramiento de los obispos. El 22 de octubre de 2020 el acuerdo fue prorrogado por otros dos años y en octubre de 2022 por otros dos años más.
Debido a la situación particular de la Iglesia católica en China, la Santa Sede no nombra obispos para las diócesis chinas, que son sedes oficialmente vacantes incluso en presencia de obispos reconocidos por Roma.

## Estadísticas
Según el Anuario Pontificio 1971 la diócesis tenía a fines de 1968 un total de 5097 fieles bautizados.
| Año                                                                             | Población            | Población | Población      | Sacerdotes | Sacerdotes    | Sacerdotes    | Bautizados por sacerdote | Diáconos permanentes | Religiosos | Religiosos | Parroquias |
| Año                                                                             | Bautizados católicos | Total     | % de católicos | Total      | Clero secular | Clero regular | Bautizados por sacerdote | Diáconos permanentes | Varones    | Mujeres    | Parroquias |
| ------------------------------------------------------------------------------- | -------------------- | --------- | -------------- | ---------- | ------------- | ------------- | ------------------------ | -------------------- | ---------- | ---------- | ---------- |
| 1939                                                                            | 5038                 | 5 000     | 0.1            | 19         | 2             | 17            | 265                      |                      | 20         | 20         |            |
| 1950                                                                            | 7996                 | 5 000     | 0.1            | 26         | 2             | 24            | 307                      |                      | 26         | 35         |            |
| 1968                                                                            | 5097                 | 3 212 339 | 0.2            | 41         |               | 41            | 124                      |                      | 31         | 30         | 15         |
| Fuente: Catholic-Hierarchy, que a su vez toma los datos del Anuario Pontificio. |                      |           |                |            |               |               |                          |                      |            |            |            |

Según la Guide to the Catholic Church in China, en 2014 la diócesis era servida por 9 sacerdotes para 39 iglesias o capillas.

## Episcopologio
- Pierre Erdozainey-Etchart, S.C.I. di Béth. † (18 de junio de 1930-12 de mayo de 1931 falleció)[14]
- Jean-Baptiste Magenties, S.C.I. di Béth. † (13 de noviembre de 1931-9 de diciembre de 1948 renunció)[nota 3]
- Lucien Bernard Lacoste, S.C.I. di Béth. † (9 de diciembre de 1948-1983 retirado)[nota 4]
  - Sede vacante